# Copa Rio de Futebol Feminino de 2024
A Copa Rio de Futebol Feminino de 2024 foi a segunda edição da Copa Rio de futebol feminino organizada pela Federação de Futebol do Estado do Rio de Janeiro (FERJ).
A competição foi disputada em turno e returno, pelos quatro clubes considerados "grandes" do Rio de Janeiro, entre 3 de fevereiro e 9 de março, em sistema de pontos corridos, ou seja, o campeão foi o que atingiu mais pontos ao final da competição.

## Regulamento

### Critério de desempates
Caso ocorressem empate em pontos ganhos, seriam aplicados os critérios de desempate, sucessivamente:
1. Maior número de vitórias
2. Maior saldo de gols
3. Maior número de gols pró (gols marcados)
4. Confronto direto (entre dois clubes)
5. Menor número de cartões amarelos e vermelhos, onde cada cartão vermelho foi considerado equivalente a três cartões amarelos
6. Sorteio público na sede da Federação, em dia e horário a serem determinados

## Participantes
| Equipe        | Estádio                          |
| ------------- | -------------------------------- |
| Botafogo      | Ronaldo Nazário                  |
| Flamengo      | Gávea Luso-Brasileiro            |
| Fluminense    | Laranjeiras Vale das Laranjeiras |
| Vasco da Gama | Nivaldo Pereira São Januário     |

## Classificação
| Pos | Equipe        | Pts | J | V | E | D | GP | GC | SG  | Classificação ou descenso |
| --- | ------------- | --- | - | - | - | - | -- | -- | --- | ------------------------- |
| 1   | Botafogo      | 15  | 6 | 5 | 0 | 1 | 11 | 3  | +8  | Campeão                   |
| 2   | Flamengo      | 13  | 6 | 4 | 1 | 1 | 15 | 3  | +12 |                           |
| 3   | Fluminense    | 5   | 6 | 1 | 2 | 3 | 3  | 11 | −8  |                           |
| 4   | Vasco da Gama | 1   | 6 | 0 | 1 | 5 | 1  | 13 | −12 |                           |

## Confrontos
Fonte: 

### Turno

#### Primeira rodada
| 3 de fevereiro | Flamengo                               | 3 – 0                   | Fluminense | Estádio Luso-Brasileiro, Rio de Janeiro |
| 10:00          | Darlene 51' · Cristiane 70' · Naná 88' | Súmula (FERJ) Soccerway |            | Árbitro: RJ Rejane Silva (FIFA)         |

| 10 de fevereiro | Vasco da Gama | 0 – 1                   | Botafogo    | Estádio São Januário, Rio de Janeiro |
| 10:00           |               | Súmula (FERJ) Soccerway | Jordana 81' | Árbitro: RJ Luciana Mafra Leite      |

#### Segunda rodada
| 17 de fevereiro | Flamengo | 0 – 1                   | Botafogo    | Estádio da Gávea, Rio de Janeiro     |
| 15:00           |          | Súmula (FERJ) Soccerway | Nathane 32' | Árbitro: RJ Jenifer Alves de Freitas |

| 17 de fevereiro | Fluminense | 0 – 0                   | Vasco da Gama | Vale das Laranjeiras, Duque de Caxias      |
| 15:00           |            | Súmula (FERJ) Soccerway |               | Árbitro: RJ Sabrina da Silva Pereira Gomes |

#### Terceira rodada
| 24 de fevereiro | Vasco da Gama | 0 – 2                   | Flamengo                   | Estádio São Januário, Rio de Janeiro     |
| 15:00           |               | Súmula (FERJ) Soccerway | Crivelari 34' · Thaísa 50' | Árbitro: RJ Jonathan do Valle Sá Machado |

| 24 de fevereiro | Botafogo                                    | 3 – 0                   | Fluminense | Estádio Ronaldo Nazário, Rio de Janeiro |
| 15:00           | Nathane 38' · Driely 59' · Gabi Itacaré 89' | Súmula (FERJ) Soccerway |            | Árbitro: RJ Luciana Mafra Leite         |

### Returno

#### Quarta rodada
| 2 de março | Botafogo | 0 – 3                   | Flamengo                         | Estádio Ronaldo Nazário, Rio de Janeiro |
| 15:00      |          | Súmula (FERJ) Soccerway | Cristiane 11' · Gisseli 34', 53' | Árbitro: RJ Rejane Silva (FIFA)         |

| 2 de março | Vasco da Gama | 0 – 2                   | Fluminense                    | Estádio Nivaldo Pereira, Nova Iguaçu |
| 15:00      |               | Súmula (FERJ) Soccerway | Bruna 34' · Geovana Alves 86' | Árbitro: RJ Jenifer Alves de Freitas |

#### Quinta rodada
| 6 de março | Fluminense | 1 – 1                   | Flamengo     | Vale das Laranjeiras, Duque de Caxias |
| 15:00      | Milena 85' | Súmula (FERJ) Soccerway | Crivelari 4' | Árbitro: RJ Daniel Elbert de Andrade  |

| 6 de março | Botafogo                       | 2 – 0                   | Vasco da Gama | Estádio Ronaldo Nazário, Rio de Janeiro |
| 15:00      | Karen Bender 23' · Nathane 65' | Súmula (FERJ) Soccerway |               | Árbitro: RJ Alan de Abreu de Souza      |

#### Sexta rodada
| 9 de março | Flamengo                                                                     | 6 – 1                   | Vasco da Gama     | Estádio da Gávea, Rio de Janeiro           |
| 15:00      | Cristiane 16', 57', 90+2' · Duda Francelino 18' · Jucinara 41' · Gláucia 90' | Súmula (FERJ) Soccerway | Maria Vitória 46' | Árbitro: RJ Igor Lourenço Abade dos Santos |

| 9 de março | Fluminense | 0 – 4                   | Botafogo                                                   | Estádio das Laranjeiras, Rio de Janeiro   |
| 15:00      |            | Súmula (FERJ) Soccerway | Karen Bender 9' · Kélen Bender 44', 88' · Duda Basilio 57' | Árbitro: RJ Thiago Junio Martins Ferreira |

## Premiação
| Copa Rio de Futebol Feminino de 2024 |
| ------------------------------------ |
| BOTAFOGO Campeão (1.º título)        |